# دون كيركهام
دون كيركهام (بالإنجليزية: Don Kirkham)‏ هو دراج أسترالي، ولد في 23 يوليو 1887 في Lyndhurst, Victoria ‏ في أستراليا، وتوفي في 30 أبريل 1930.

## وصلات خارجية
- دون كيركهام على موقع أرشيف الدراجات (الإنجليزية)
- دون كيركهام على موقع إحصائيات الدراجات الإحترافية (الإنجليزية)